# Gregor Samarow
Gregor Samarow est le pseudonyme de Johann Ferdinand Martin Oskar von Meding, né le 11 avril 1829 à Königsberg et mort le 11 juillet 1903 à Charlottenburg, qui est un écrivain feuilletonniste (souvent sous le nom de plume de Paul von Weiler), auteur de romans historiques (en particulier sur le règne d'Élisabeth Ire de Russie) et mémorialiste allemand, auteur de romans d'aventure populaires. Il écrit aussi des ouvrages de réflexion historique sous les pseudonymes de Detlev von Geyern, Leo Warren, Kurt von Walfeld.

## Biographie
Meding est le fils unique d'un haut fonctionnaire de l'administration de Prusse-Orientale. Il étudie d'abord à demeure, puis fréquente le gymnasium à Köslin et à Marienwerder. Il étudie le Droit public à Königsberg, Heidelberg et Berlin. À Königsberg, il devient membre de la Burschenschaft Germania (de) en 1847 et à Heidelberg, en 1849, du Corps Saxo-Borussia. Gregor travaille ensuite aux gouvernements régionaux de Liegnitz, Potsdam et Düsseldorf. Il quitte la fonction publique prussienne en 1859, pour entrer au service du roi Georges V de Hanovre qui l'apprécie et devient conseiller du gouvernement. Il le suit dans l'exil à Vienne, puis il est envoyé par le roi en mission spéciale non officielle à Paris en 1867-1869 qui voulait mettre sur pied un bataillon de légion étrangère, la légion guelfe avec commandement hanovrien contre la Prusse. Meding vit sur un grand pied à Paris et fréquente les cercles anti-prussiens. Provoquant la colère de Bismarck, Meding est finalement appelé à Berlin en 1873. Il achète une maison à Woihldenberg, près de Hildesheim, où il demeuere jusqu'en 1896. Sa fortune dilapidée, il se consacre alors à des travaux d'écriture, comme des feuilletons pour la revue familiale Über Land und Meer, fondée par Friedrich Hackländer, mais il doit vendre sa maison et se retire à Charlottenburg, où il meurt en 1903.

## Œuvre
Meding est l'auteur de soixante-six romans et d'ouvrages historiques, dont :
- Erinnerungen aus der Zeit der Gährung und Klärung (1862)
- Szepter und Krone (1872), roman où il analyse la catastrophe de la guerre de 1866 pour le Hanovre
- Europäische Minen und Geminen (1873-1875)
- Der Todesgruß der Legion (1874), roman historique
- Die Römerfahrt der Epigonen (1874), roman historique
- Zwei Kaiserkronen (1875), roman historique
- Kreuz und Schwert (1875-1876)
- Held und Kaiser (1876), roman historique
- Ritter oder Dame (1878-1880), nouvelle historique
- Höhen und Tiefen (1879-1880), roman réaliste social
- Des Kronprinzen Regiment (1880), roman
- Kaiserin Elisabeth (1882), à propos de l'impératrice Élisabeth de Russie, réédité sous son nom en 1940
- Fünfundachtzig Jahre in Glaube, Kampf und Sieg, publié sous son nom (1882), à propos de Guillaume Ier
- Garde du Corps[2] (1882), nouvelle
- Die Großfürstin (1882), roman
- Das Haus des Fabrikanten (1882), roman réaliste
- Peter der Dritte (1883), à propos de Pierre III de Russie
- Unter der Halbmond (1883), roman d'aventure pour la jeunesse
- Schwere Wahl (1883), roman
- Memoiren zur Zeitgeschichte (1884), Mémoires qui paraissent sous son nom
- Plowna (1884), roman
- Die Domschenke (1884), roman paru sous le pseudonyme de Detlev von Geyern
- Chavrillac (1884), roman paru sous le pseudonyme de Leo Warren
- Die Saxoborussen (1885), roman
- Der Adjutant der Kaiserin (1885), roman historique sur la Russie
- Ein Feenschloß (1886), roman publié sous le pseudonyme de Detlev von Geyern
- Im Hörselberg (1886), roman paru sous le pseudonume de Leo Warren
- Auf der Brautschau (1887, roman
- Die Jagd des Todes (1887), paru sous le pseudonyme de Leo Warren
- Auf Irrwegen (1887), paru sous le pseudonyme de Kurt von Walfeld
- Der Wunde Punkt (1888), roman paru sous le pseudonyme de Leo Warren
- Gipfel und Abgrund (1888), roman historique
- Die Ritter des deutschen Hauses (1889), roman
- Am Belt (1890), roman
- Im Banne der Irredenta (1890), roman
- Jenseits des Grabens (1890), nouvelle parue sous le pseudonyme de Leo Warren
- Unter dem weißen Adler (1892), roman
- Hangen und Bangen (1892), roman
- Am Abgrund (1893), roman
- Irrlichter (1894), roman
- Rahu (1894), roman paru sous son nom
- Auf den Stufen zum Thron (1894), roman historique
- Die alte und gute Zeit (1895), récits sur la Basse-Saxe
- Palle (1895-1896), roman historique
- Die Kronen die Jagellonen (1896), roman historique sur les Jagellon
- Unter glattem Spiegel (1896), roman
- Krieg oder Frieden? (1897), roman historique
- Alte Schatten junges Licht (1897), roman
- Transvaal (1897), roman d'aventure sur les Boers
- Kunst und Liebe (1898), roman
- Der Krone Dornen (1899-1900), à propos de l'impératrice Élisabeth d'Autriche
- Die Goldapotheke (1901), roman historique à l'époque de la fondation de Berlin
- Ein Gespenst (1902), roman
- Die Medici im Ringen und Kampf (1902), roman historique à l'époque des Médicis
- Das Erbe Kaiser Wilhelms I. (1903), roman historique
- Goldene Feder (1903), roman
- Die Hofdame (1904), roman paru sous le pseudonyme de Kurt von Walfeld
- Der Vetter des Kaisers
- Der Zigeuner
- Zwei trotzige Herzen